# 弗勒里耶勒
弗勒里耶勒（法語：Fleuriel，法語發音：[flœʁjɛl]）是法国阿列省的一个市镇，位于该省中南部，属于穆兰区。

## 地理
弗勒里耶勒（46°16'54"N, 3°10'41"E）面积28.05 平方千米，位于法国奥弗涅-罗讷-阿尔卑斯大区阿列省，该省份为法国中部省份，北起涅夫勒省、西北接谢尔省，西南至克勒兹省，南至多姆山省，东南临卢瓦尔省，东临索恩-卢瓦尔省。
与弗勒里耶勒接壤的市镇（或旧市镇、城区）包括：塞塞、尚泰勒、沙雷伊-桑特拉、德讷耶莱尚泰勒、富里耶、拉费利讷、莫内斯捷、勒泰伊、武萨克。

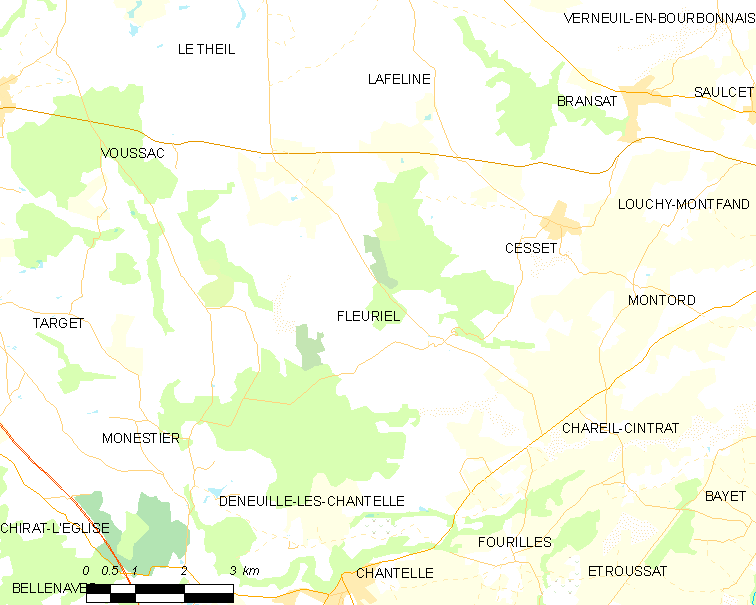
弗勒里耶勒的OSM定位图

弗勒里耶勒的时区为UTC+01:00、UTC+02:00（夏令时）。

## 行政
弗勒里耶勒的邮政编码为03140，INSEE市镇编码为03115。

## 政治
弗勒里耶勒所属的省级选区为加纳县。

## 人口

1962-2008年间弗勒里耶勒人口变化图示

弗勒里耶勒于2022年1月1日时的人口数量为339人。